# Джиззак
Джиззак (Джизак; узб. Жиззах, Jizzax) — місто в Узбекистані, центр Джиззацької області. Населення 139,2 тис. мешканців (2006).
Розташований на річці Санзар, біля північного підніжжя гір Нуратау, у південній частині Голодного степу, за 180 км на південний захід від Ташкента. Залізничний вузол. Через місто проходить автошлях E40.

## Економіка
Виробництво будматеріалів; заводи: акумуляторний, електротехнічний, сільськогосподарських машин, пластмас та ін.; легка (бавовноочисна, бавовняна, трикотажна та ін.), харчова промисловість.

## Історія
Місто відоме з X століття. Виникло як проміжний пункт оаза на шляху з Ферганської долини до Самарканда на Великому шовковому шляху. Назва від тадж. «диз» — фортеця і зменшувального суфікса -ак, означає «невелика фортеця».
Торговий шлях із Уструшани через Джиззак був одним з найважливіших на Великому Шовковому шляху, оскільки ним везли уструшанський нефрит, який користувався популярністю на Заході. У Середньовіччі поблизу Джизаку у Мірасманді збирався міжнародний базар де велась жвава торгівля шерстяними тканинами та одягом, шовком, ювелірними та металічними виробами. Протягом століть у горах добувалась залізна руда, так що навіть сьогодні можна знайти останки давніх стоянок та поселень рудокопів.
Монгольська навала майже повністю знищило оборонні укріплення міста. Під час правління Тимура місто було знову відбудовано і здобуло колишню велич, що не завадило Шейбанихану знищити його під час завоювань Мавераннахра.
У 60-ті роки ХІХ століття місто являло собою поселення, оточене подвійною стіною та відносно глибоким ровом. Восени 1866 року після семи днів осади місто взяла російська армія під командуванням генерала Романовського. Після мирних переговорів з Бухарським еміратом місто перейшло до Російської імперії.
1887 року Джиззак отримав статус повітового міста Самаркандської області. 1895 року через місто пройшла залізниця Самарканд — Андижан. У 1916 році в місті спалахнуло антиросійське повстання, яке було придушено. З 1924 році центр Сирдар'їнської області
У Джиззаку народився Шараф Рашидов, 1-й секретар ЦК Компартії Узбецької РСР у 1959—1983 роках. У цей період місто швидко розбудовувалось. Наприкінці 1973 року місто стало центром Джизацької області, однак 1988 року область було скасовано і Джиззак став центром Сирдар'їнської області. У лютому 1990 року відновлено Джиззацьку область.

## Релігія
У місті є православна Микольська церква збудована у 1975 році.

## Навчальні заклади
- Педагогічний, політехнічний інститути.
- Джиззацьке вище військово-авіаційне училище

## Важливі об'єкти
- Заамінський санаторій
- Заамінський заповідник
- Озеро Айдаркуль
- Тамерланові ворота
- Драматичний театр
- Музей Шарифа Рашидова
- Краєзнавчий музей
- Дитяча залізниця (відкрита 1976 чи 1986, за даними різних джерел, припинила діяти у дев'яностих, наново відкрилася в влітку 2004, діє як атракціон, обслуговуваний дорослими), довжина 2 км.